# Estádio Doutor Julien Fouque
O Estádio Doutor Julien Fouque é um estádio de futebol localizado na cidade de Porto Feliz, no estado de São Paulo, pertence à Associação Atlética Porto Felicense e tinha capacidade para 1.500 pessoas(2011),Capacidade atual é de 500 pessoas permitidas pelo corpo de bombeiros.
O estádio foi inaugurado em 25 de janeiro de 1943, com um jogo amistoso entre Portofelicense 3x1 Seleção de Porto Feliz.
Julien Fouque, falecido em 1949, foi um engenheiro nascido na França, que veio administrar a Usina de Açúcar de Porto Feliz, a qual pertencia a um grupo francês. Apaixonado pelo futebol, sempre colaborou na organização e manutenção da vida profissional e amadora da Associação Atlética Portofelicense.
Em 2011 o estádio contava com Arquibancadas Móveis para Abrigar a Copa São Paulo de Futebol Júnior com isso a capacidade foi aumentada para 1.500 Pessoas,No entanto em 2012 foi terminada as obras do novo Estádio Ernesto Rocco e as arquibancadas Móveis foram removidas,Hoje o estádio ainda é bem cuidado e frequentemente recebe jogos amistosos